# Tonsur

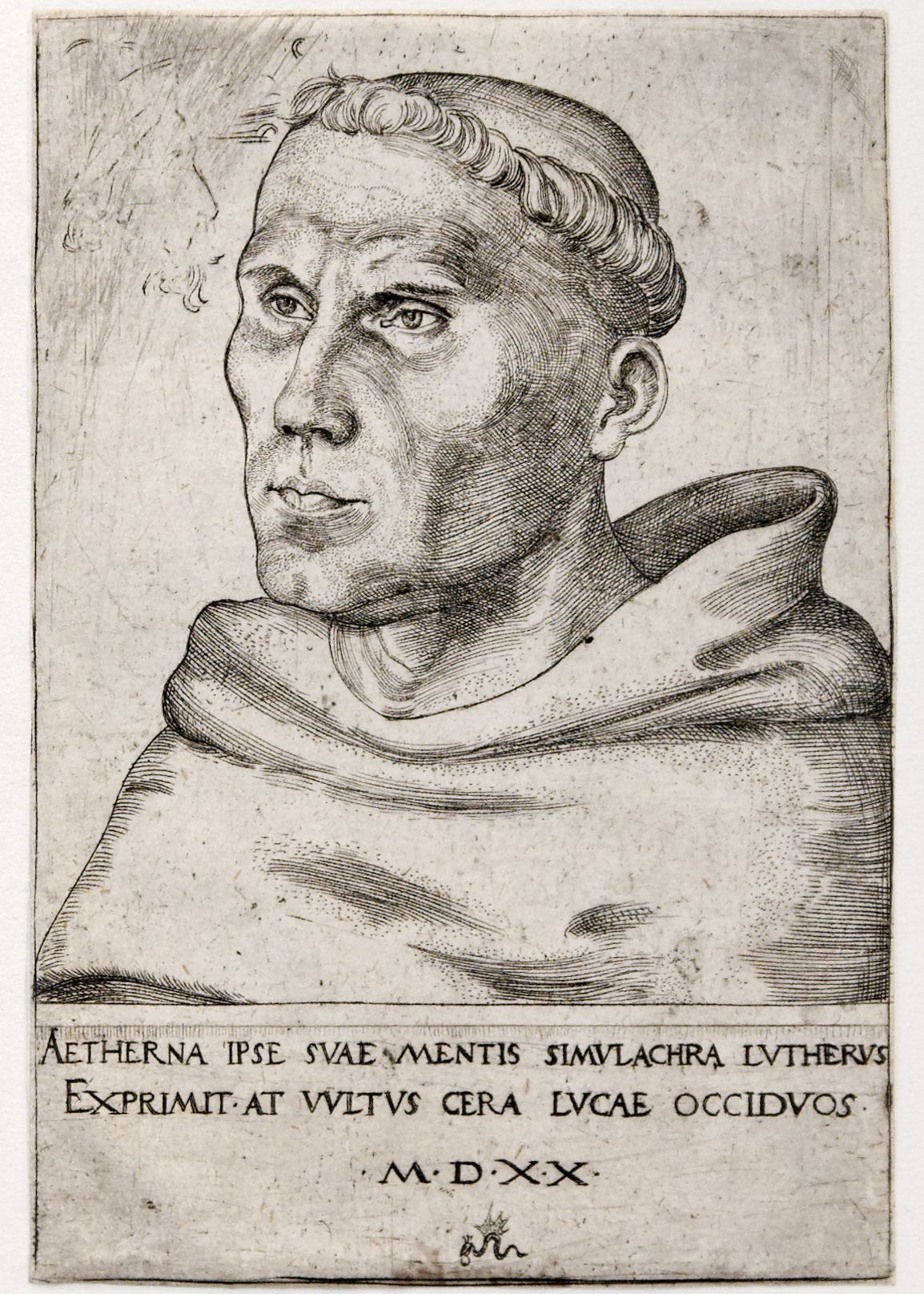
Martin Luther mit römischer Tonsur

Wappen Pfaffenhofen (Württemberg)

Die Tonsur (lat. tonsura „Scheren“, von tondere „scheren“) ist die vollständige oder teilweise Entfernung des Kopfhaares aus religiösen Gründen oder die daraus entstandene Frisur. Sie ist aus verschiedenen Religionen wie Christentum, Buddhismus oder Hinduismus bekannt. Auch in der altägyptischen Religion gab es Priester mit Tonsur. Bei katholischen Klerikern war es üblich, eine größere oder kleinere Fläche der Kopfhaut so zu rasieren, dass ein Haarkranz (lateinisch: corona) übrigblieb.

## Geschichte
Die ursprüngliche Bedeutung der Tonsur ist ungeklärt. Büßende ließen sich schon früh das Haupt kahl scheren. Insofern lässt sich die Tonsur als Zeichen der gänzlichen Hinwendung zu Gott im geweihten Leben deuten. Eine entgegengesetzte Position lässt sich im orthodoxen Judentum erkennen, das Angehörigen der Priesterschaft Aarons jegliche Kopfhaarentfernung verbietet.
Von den Büßern und Eremiten übernahmen die ersten Mönche die Sitte des Kahlscherens und von diesen ging sie im 6. Jahrhundert auf alle christlichen Geistlichen über, denen sie 633 auf dem vierten Konzil von Toledo gesetzlich vorgeschrieben wurde.

## Formen
Man unterschied ein kahlgeschorenes Vorderhaupt, als sogenannte „Tonsur des Apostels Paulus“ von der kreisförmigen Platte auf dem Scheitel, der sogenannten „Tonsur des Apostels Petrus“. Erstere war in der griechischen Kirche sowie in etwas anderer Form als sogenannte „Tonsur des Apostels Jakobus“ bei den Briten und Iren üblich, die zweite bei Priestern und Mönchen der abendländischen Kirche.
Die eben erst in den geistlichen Stand Eingetretenen trugen sie im Umfang einer kleineren Münze, die Priester im Umfang einer Hostie, die Bischöfe noch größer, und beim Papst blieb nur ein schmaler Kreis von Haaren über der Stirn stehen. Das Abscheren ging der Weihe voran und wurde wöchentlich oder vor jedem hohen Fest wiederholt. Die Ausführung war bei den Orden recht unterschiedlich. Die Kartäuser ließen nur einen schmalen Haarstreifen waagerecht über den Ohren und damit stirnseitig offen stehen, sonst wurde der Kopf glatt rasiert. Andere Mönchsorden wie z. B. die Zisterzienser der Mehrerauer Kongregation begnügten sich mit der Schur des Kopfhaares. Der Haarstreifen wurde etwas schräg aufwärts nach vorne angelegt, so dass noch über der Stirn Haare stehen blieben. Es entstand annähernd ein Haarkranz. Die Benediktiner der Beuroner Kongregation zogen waagerecht über den Ohren in das geschorene Haupthaar zwei parallele bis auf die Haut eingeschnittene und nur millimeterbreite Streifen. Bei den Franziskanern und Kapuzinern beließ man einen breiteren stirnan geführten Haarkranz.
Oft gab es spezielle Friseure, die von Kloster zu Kloster zogen, um den Mönchen die Tonsur neu zu schneiden. Meistens wurde einfach ein Ledergurt angelegt und beiderseits geschoren oder rasiert.
Auch gab es spezielle Mützen, die nur den kahlen Teil des Kopfes bedeckten, um die Mönche vor Zugluft zu schützen.

## Gegenwart
Mit Wirkung zum 1. Januar 1973 wurde im Bereich der katholischen Kirche die Tonsur durch Papst Paul VI. abgeschafft.
In einigen altrituellen lateinischen Gemeinschaften, wie etwa der französischen Benediktinerabtei Sainte-Madeleine du Barroux, Kloster Bellaigue und der Abtei der Piusbruderschaft Kloster Reichenstein, wird sie weiter geübt. Auch in der Orthodoxie ist die Tonsur weiterhin Aufnahmeritus in den ersten sowie jeden weiteren Grad des Mönchtums.